# Jan Kruszewski
Jan Kruszewski, poljski general in zdravnik, * 1888, † 1977.